# Трансмаш (Могильов)
«Трансмаш» (біл. Трансмаш) — колишній білоруський футбольний клуб із Могильова.

## Історія
Клуб заснований у 1985 році під назвою «Сільмаш», і представляв завод «Могильовсільмаш». За радянських часів клуб грав у Вищій лізі чемпіонату БРСР. Після проголошення незалежності Білорусі клуб з 1992 року розпочав виступи у Другій лізі чемпіонату Білорусі. У 1994 році після зміни назви заводу «Могильовсільмаш» у «Могильовтрансмаш» відповідно змінилася і назва клубу на «Трансмаш». За підсумками сезону 1996 року «Трансмаш» здобув право на виступи у Першій лізі. За підсумками сезону 1997 року «Трансмаш» зберіг місце у найвищому білоруському дивізіоні, проте вже на початку 1998 року об'єднався в один клуб із іншою могильовською командою — «Дніпром».

## Попередні назви
- 1985—1994: «Сільмаш»
- 1994—1998: «Трансмаш»

## Статистика виступів

### Чемпіонат і Кубок Білорусі
| Сезон   | Ліга            | М  | Г  | В  | Н  | П  | М'ячі | Очки | Кубок       | Примітки                 |
| ------- | --------------- | -- | -- | -- | -- | -- | ----- | ---- | ----------- | ------------------------ |
| 1992    | Друга ліга (Д2) | 4  | 15 | 6  | 5  | 4  | 25–14 | 15   | 1/8 фіналу  |                          |
| 1992–93 | Друга ліга (Д2) | 3  | 30 | 12 | 13 | 5  | 48–20 | 37   | 1/16 фіналу |                          |
| 1993–94 | Друга ліга (Д2) | 4  | 28 | 17 | 5  | 6  | 47–26 | 39   |             |                          |
| 1994–95 | Друга ліга (Д2) | 11 | 30 | 9  | 8  | 13 | 30–31 | 26   | 1/32 фіналу |                          |
| 1995    | Друга ліга (Д2) | 7  | 14 | 6  | 4  | 4  | 20–16 | 22   | 1/16 фіналу |                          |
| 1996    | Друга ліга (Д2) | 1  | 24 | 14 | 7  | 3  | 47–13 | 49   | 1/16 фіналу | Вихід у Першу лігу       |
| 1997    | Перша (Д1)      | 14 | 30 | 8  | 4  | 18 | 30–52 | 28   | 1/16 фіналу | Об'єднання з ФК «Дніпро» |